# Francolinus capensis
Francolinus capensis là một loài chim trong họ Phasianidae.
Đây là loài đặc hữu mũi tây nam Nam Phi.
Loài chim này sinh sống ở khu vực mở có nhiều bụi rậm, thường ưa thích khu vực có nước chảy. Tổ của nó là chỗ cạo có lót lót dưới một bụi cây, và mỗi tổ đẻ 6-8 quả trứng (nhưng đôi khi hai chim mái nằm trong một tổ). Loài này có thể trở thành rất thuần hóa nếu hạn chế quấy rầy, và ăn trong vườn, lề đường, hoặc với gà ở trại chăn nuôi. Nó sẽ chạy thay vì bay nếu bị quấy rầy.

## Hình ảnh

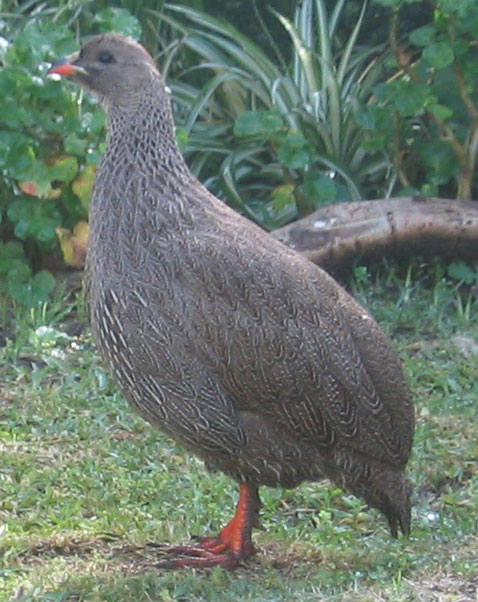
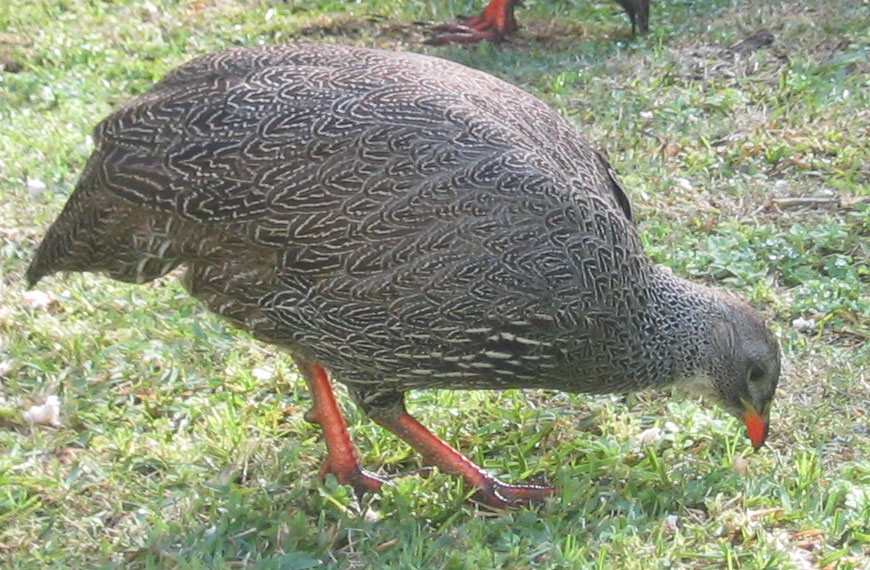
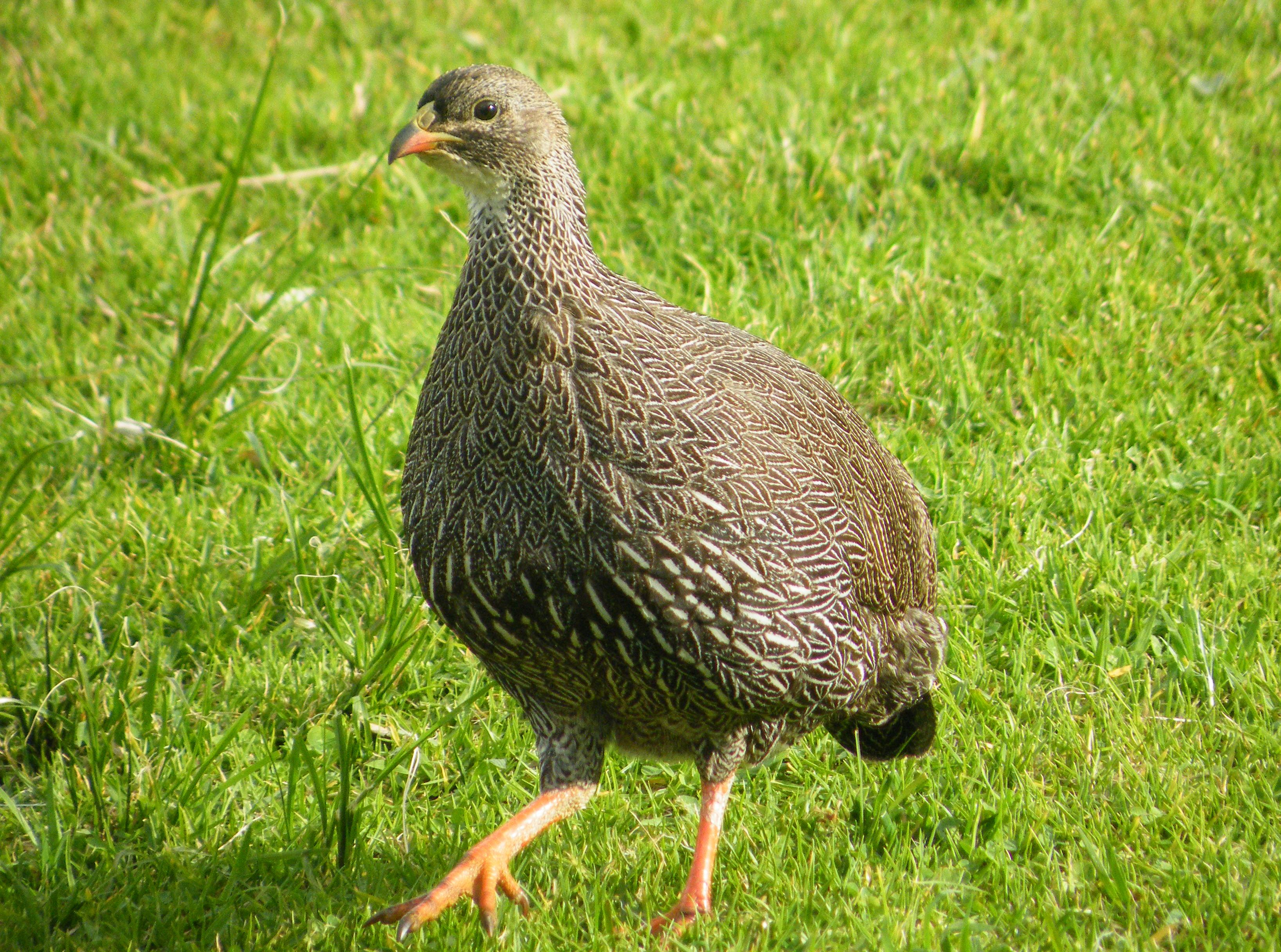